# Intermediarni filament
Intermediarni filamenti (krajš. IF) so strukturne komponente, ki gradijo celični citoskelet, in jih najdemo v celicah vretenčarjev, pa tudi številnih nevretenčarjev. So eni izmed treh glavnih citoskeletnih tipov, pri čemer drugi dve skupini predstavljajo mikrofilamenti (ali aktinski filamenti) in mikrotubuli. Zanje je značilno tudi, da so tkivno specifični, saj se posamični tip nahaja le v specifičnih tkivih, in so zato uporabni za tehnike patološke diagnostike.
Intermediarni filamenti so obširna družina med seboj sorodnih beljakovin, ki si večinoma delijo skupne strukturne in kemijske lastnosti. Pridevnik intermediarni (vmesni)  izhaja iz dejstva, da je njihov prečni premer približno 10 nanometrov in se jih s tem uvršča med ožje mikrofilamente (širine okoli 7 nanometrov) ter širše mikrotubule (s približno 25 nanometri premera) in miozinske filamente, ki jih najdemo v mišičnih celicah. Živalske intermediarne filamente se na podlagi podobnosti aminokislinskega zaporedja in zgradbe beljakovin kategorizira v šest tipov, pri čemer je večina citoplazemskih filamentov, medtem ko se lamin nahaja v jedru, kjer gradi jedrno lamino.

## Vloga in zgradba
V celici se razporejajo po veliki površini citoplazme in tvorijo tudi povezave s celično membrano, obenem jih najdemo v celičnem jedru, kjer sestavljajo strukturo, imenovano jedrna lamina. Med intermediarnimi filamenti in mikrotubuli se občasno vzpostavijo vezi. V epitelijskih, živčnih in mišičnih celicah je še posebej veliko intermediarnih filamentov, ker so se ti sposobni upirati silam raztezka, ki mnogokrat delujejo na omenjene celične tipe. Hkrati veljajo za najstabilnejše in najmočnejše filamente citoskeleta. Po nekaterih podatkih obstaja vsaj 50 različnih genov, ki nosijo zapis za intermediarne filamente človeških celic. Intermediarni filamenti niso stalne strukture, saj se pred vsako celično delitvijo razgradijo in nato v nastalih celicah znova nastajajo. Pri tem procesu imata pomembno vlogo fosforilacija (dodajanje fosfatnih skupin) in defosforilacija (odvzemanje fosfatnih skupin) polipeptidnih podenot.
Oblikovno so intermediarni filamenti podolgovate in nerazvejane fibrilarne (tudi nitaste) beljakovine. Osnovne značilnosti teh fibrilarnih beljakovin so skupne vsem šestim skupinah, na katere jih delimo. Ena takšnih lastnosti je centralna domena, ki je v obliki podolgovate palice in jo gradijo štiri alfa (α) vijačnice, na njenih koncih pa je kroglasta (globularna) podenota, ki v svoji velikosti in sestavi variira. Za osrednjo paličasto domeno velja, da je običajno približno enotne dolžine in je sestavljena iz aminokislinskega zaporedja, ki je v veliki meri homologno vsem šestim skupinam intermediarnih filamentov.
Proces nastajanja intermediarnih filamentov se začne z vzporedno združitvijo dveh polipeptidov na mestu centralne alfa helikalne domene, zaradi česar se tvori dimer. Zanj je značilno, da je navzven kemijsko polaren, ker na enem koncu vsebuje dve karboksilni funkcionalni skupini (-COOH), medtem ko drugo stran zaključujeta aminski funkcionalni skupini (-NH2). Nadalje se zgodi vnovično povezovanje, ki pa sedaj poteka med dvema dimeroma, postavljenima vzporedno drug na drugega, pri čemer se aminska skupina enega nahaja na strani karboksilne skupine drugega in obratno. Zaradi tega je nastali tetramer nepolaren. Sledi povezovanje tetramerov v protofilamente, ki se v oktetu (8) združijo v en intermediarni filament, za katerega je prav tako značilna izguba polarnosti, ki pa je prisotna pri drugih dveh tipih citoskeleta, mikrotubulih in mikrofilamentih.
Sam postopek tvorbe intermediarnih filamentov je v veliko manjši meri odvisen od energijskih molekul, kot sta GTP in ATP, saj že same podenote nosijo informacijo o pričakovani zgradbi posamičnega filamenta. Nasprotno velja za mikrofilamente in mikrotubule, pri katerih se monomeri vselej spajajo ob prisotnosti adenozina trifosfata in podobnih molekul. Nadalje obstaja še ena razlika, ki ločuje citoskeletne tipe; intermediarni filamenti namreč nastajajo v paralelni usmerjenosti, pri čemer se nove enote vključujejo na sredinskem območju filamenta, medtem ko se monomeri na nastajajoče se mikrofilamente in mikrotubule dodajajo na njihovih končnih delih.

## Pregled tipov intermediarnih filamentov
Poznamo šest tipov intermediarnih filamentov:
1. Tip I: kisli keratini
2. Tip II: bazični ali nevtralni keratini
3. Tip III: vimentinski filamenti (vimentini)
4. Tip IV: nevrofilamenti
5. Tip V: jedrni lamini
6. Tip VI: nestin

Prva dva tipa zajemata keratinske intermediarne filamente (včasih imenovane tudi citokeratini), kamor spadajo keratini tipa I (kisli) in keratini tipa II (bazični ali nevtralni), pri čemer vsako kategorijo delimo dalje na več različnih keratinov. Keratinske intermediarne filamente gradijo številni heterodimeri. Za ta dva tipa intermediarnih filamentov je značilno, da se pojavljata predvsem v celicah epitelijev (denimo epidermalnih celicah, hepatocitah, urotelijskih celicah in nekaterih celicah trebušne slinavke), in da v citoplazmi celice gradita obsežno ter kompleksno zgrajeno prepleteno omrežje filamentov, ki se začenja pri jedru in razteza vse do celične membrane. Tam so lahko intermediarni filamenti sestavni člen medceličnih stikov (na primer hemidezmosomov in dezmosomov). Keratini so pomembni tudi za tvorbo nohtov, roževine in las.
Intermediarni filamenti tipa III so vimentinski filamenti (tudi vimentini) in kemijsko sorodni polipeptidi. Pojavljajo se v vezivnih tkivih (recimo fibroblastih, celicah veziva), gladkih mišičnih celicah in raznih levkocitih. Nekateri bolj znani intermediarni filamenti tega tipa so periferin (nahaja se v živčnih celicah obkrajnega oziroma perifernega živčnega sistema), kisli glijski (glia) proteini (v celicah nevroglije) in dezmin (beljakovina, značilna za skeletne mišične celice in srčnomišične celice).
Tip IV so tako imenovani nevrofilamenti (NF-L, NF-M, NF-H), ki jih v večjih količinah najdemo v aksonskih izrastkih gibalnih živčnih celic (tudi motoričnih nevronov), kjer služijo kot oporni elementi, sodelujejo pa tudi pri rasti aksonov. S kratico NF-L poimenujemo lahke nevrofilamente (ang. light), NF-M so srednji nevrofilamenti (ang. medium), NF-H predstavlja težke nevrofilamente (ang. heavy).
Jedrni lamini ali intermediarni filamenti tipa V gradijo jedrno lamino (mrežasto strukturo neposredno pod jedrno ovojnico) celičnega jedra. Ta tip intermediarnih filamentov naj bi bil evolucijsko najstarejši, saj ima precej skupnih lastnosti s citoplazemskimi filamenti nekaterih nevretenčarjev.
Nestin je intermediarni filament tipa VI, ki je dejaven tudi med embrionalnim razvojem in ga najdemo denimo v matičnih celicah. Sem prav tako spadajo beljakovine, ki so povezane z delovanje očesne leče.

## Intermediarni filamenti in bolezni
Genetsko bolezensko stanje, ki je povezano z nepravilnostmi v zvezi z intermediarnimi filamenti, je epidermolysis bullosa simplex (EBS), za katero je značilno, da mutacija gena za polipeptid K14 (pripadnik keratinskih intermediarnih filamentov) prepreči tvorbo keratinske mreže. Posledično pride do razpadanja kože in pojava mehurjev.
Smrtne so lahko napake ali preveliko kopičenje nevrofilamentov gibalnih živčnih celic, zaradi česar te postanejo nefunkcionalne in vodijo v mišično atrofijo in paralizo, v skrajnih primerih pa tudi smrt. Ni sicer pojasnjeno, ali so nevrofilamenti in z njimi povezani celični dogodki zares vzrok te bolezni, ki se imenuje amiotrofična lateralna skleroza (ALS, tudi sclerosis amyotrophica lateralis) ali Lou Gehringova bolezen.